# Armorial de la Maison de Stuart
- cet armorial n'utilise pas de modèle de présentation, ce qui améliorerait sa lisibillité en modification..
- il comporte peu ou pas de sources.

Cette page donne les armoiries (figures et blasonnements) des nobles issus de la Maison de Stuart.

## Les origines
| Figure | Nom du prince et blasonnement |
|        | Flaithri Ier, dit Fitzalan (mort vers 1080), fils de Alain Le Dapifer, Sénéchal de Dol D'or, à la fasce échiquetée d'argent et d'azur de trois tires. |

## Les Stuart

### Royaumes et des monarques

#### Royaume et Roi d'Écosse
| Armoiries | Écu | Nom et blasonnement                                                                                  |
|           |     | Royaume d'Écosse D'or, au lion de gueules, au double trescheur fleuronné et contre-fleuronné du même |

#### Royaume et Roi d'Angleterre
| Armoiries | Écu | Nom et blasonnement |
|           |     | Royaume-Uni de 1603 à 1689 : écartelé, en I et IV contre-écartelé en 1 et 4 d'azur aux trois fleurs de lys d'or et en 2 et 3 de gueules aux trois léopards d'or, en II d'or, au lion de gueules, au double trescheur fleuronné et contre-fleuronné du même et en III d'azur, à la harpe d'or, cordée d'argent - Armes portées par : - Jacques I , roi 1603-1625 - Charles Ier , roi 1625-1649 - Charles II , roi 1649 (de jure)/1660-1685 - Jacques II , roi 1685-1688 - Jacques François "le ancien prétendant", [1688 † 1766], fils de Jacques II d'Angleterre - Charles Édouard "Bonnie Prince Charlie", "le jeune prétendant", [1720 † 1788], fils de Jacques François |
|           |     | de 1689 à 1694 : Parti : au 1 écartelé, en I et IV contre-écartelé : en 1 et 4 d'azur aux trois fleurs de lys d'or et en 2 et 3 de gueules aux trois léopards d'or ; en II d'or, au lion de gueules, au double trescheur fleuronné et contre-fleuronné du même et en III d'azur, à la harpe d'or, cordée d'argent ; sur le tout d'azur semé de billettes d'or, un lion du second brochant, armé et lampassé de gueules (de Nassau) ; au 2 écartelé, en I et IV contre-écartelé : en 1 et 4 d'azur aux trois fleurs de lys d'or et en 2 et 3 de gueules aux trois léopards d'or ; en II d'or, au lion de gueules, au double trescheur fleuronné et contre-fleuronné du même et en III d'azur, à la harpe d'or, cordée d'argent - Armes portées par : - Guillaume III , roi 1689-1702, et sa femme - Marie II , reine 1689-1694 |
|           |     | de 1694 à 1702 : Ecartelé, en I et IV contre-écartelé : en 1 et 4 d'azur aux trois fleurs de lys d'or et en 2 et 3 de gueules aux trois léopards d'or ; en II d'or, au lion de gueules, au double trescheur fleuronné et contre-fleuronné du même et en III d'azur, à la harpe d'or, cordée d'argent ; sur le tout d'azur semé de billettes d'or, un lion du second brochant, armé et lampassé de gueules - Armes portées par : - Guillaume III , roi 1689-1702 |
|           |     | de 1702 - 1707 : écartelé, en 1 et 4 contre-écartelé en 1 et 4 d'azur aux trois fleurs de lys d'or et en 2 et 3 de gueules aux trois léopards d'or, en 2 d'or, au lion de gueules, au double trescheur fleuronné et contre-fleuronné du même et en 3 d'azur, à la harpe d'or, cordée d'argent - Armes portées par : - Anne , reine 1702-1714 |
|           |     | de 1707 à 1714 : Ecartelé, en I et IV parti: en 1 de gueules aux trois léopards d'or et en 2 d'or, au lion de gueules, au double trescheur fleuronné et contre-fleuronné du même ; en II d'azur aux trois fleurs de lys d'or et en III d'azur, à la harpe d'or, cordée d'argent - Armes portées par : - Anne , reine 1702-1714 |

#### Armoiries utilisées en Écosse
| Armoiries   | Écu | Nom et blasonnement |
| après 1660: |     | de 1603 à 1689 : écartelé, en I et IV contre-écartelé en 1 et 4 d'azur aux trois fleurs de lys d'or et en 2 et 3 de gueules aux trois léopards d'or, en II d'or, au lion de gueules, au double trescheur fleuronné et contre-fleuronné du même et en III d'azur, à la harpe d'or, cordée d'argent - Armes portées par : - Jacques I , roi 1603-1625 - Charles Ier , roi 1625-1649 - Charles II , roi 1649 (de jure)/1660-1685 - Jacques II , roi 1685-1688 |
|             |     | de 1689 à 1694 : Parti : au 1 écartelé, en I et IV contre-écartelé : en 1 et 4 d'azur aux trois fleurs de lys d'or et en 2 et 3 de gueules aux trois léopards d'or ; en II d'or, au lion de gueules, au double trescheur fleuronné et contre-fleuronné du même et en III d'azur, à la harpe d'or, cordée d'argent ; sur le tout d'azur semé de billettes d'or, un lion du second brochant, armé et lampassé de gueules (de Nassau) ; au 2 écartelé, en I et IV contre-écartelé : en 1 et 4 d'azur aux trois fleurs de lys d'or et en 2 et 3 de gueules aux trois léopards d'or ; en II d'or, au lion de gueules, au double trescheur fleuronné et contre-fleuronné du même et en III d'azur, à la harpe d'or, cordée d'argent - Armes portées par : - Guillaume III , roi 1689-1702, et sa femme - Marie II , reine 1689-1694 |
|             |     | de 1694 à 1702 : Ecartelé, en I et IV contre-écartelé : en 1 et 4 d'azur aux trois fleurs de lys d'or et en 2 et 3 de gueules aux trois léopards d'or ; en II d'or, au lion de gueules, au double trescheur fleuronné et contre-fleuronné du même et en III d'azur, à la harpe d'or, cordée d'argent ; sur le tout d'azur semé de billettes d'or, un lion du second brochant, armé et lampassé de gueules - Armes portées par : - Guillaume III , roi 1689-1702 |
|             |     | de 1702 - 1707 : écartelé, en 1 et 4 contre-écartelé en 1 et 4 d'azur aux trois fleurs de lys d'or et en 2 et 3 de gueules aux trois léopards d'or, en 2 d'or, au lion de gueules, au double trescheur fleuronné et contre-fleuronné du même et en 3 d'azur, à la harpe d'or, cordée d'argent - Armes portées par : - Anne , reine 1702-1714 |

#### les princes de Galles
| Armoiries | Écu | Nom et blasonnement |
|           |     | les Stuarts écartelé, en I et IV contre-écartelé en 1 et 4 d'azur aux trois fleurs de lys d'or et en 2 et 3 de gueules aux trois léopards d'or, en II d'or, au lion de gueules, au double trescheur fleuronné et contre-fleuronné du même et en III d'azur, à la harpe d'or, cordée d'argent, au lambel à trois pendants d'argent brochant,. - Maison Stuart: - Henri-Frédéric Prince de Galles (1603-1612) (1594 † 1612) fils de Jacques Ier d'Angleterre - Charles Prince de Galles (1612- 1625), ensuite Charles Ier d'Angleterre [1600 † 1649], 2'eme fils de Jacques Ier d'Angleterre - Charles Prince de Galles (1630-1649), ensuite Charles II d'Angleterre [1630 † 1685], fils de Charles Ier d'Angleterre - Jacques François "le ancien prétendant", Prince de Galles (1688-1689), prétendant Prince de Galles (1689-1701), [1688 † 1766], fils de Jacques II d'Angleterre - Charles Édouard "Bonnie Prince Charlie", "le jeune prétendant", [1720 † 1788], fils de Jacques François |

### Consorts royales
| Armoiries | Écu | Nom et blasonnement |
|           |     | Anne de Danemark (1574 + 1619), femme de James I. Parti : au 1 écartelé : en I et IV contre-écartelé : en 1 et 4 d'azur aux trois fleurs de lys d'or (France) et en 2 et 3 de gueules aux trois léopards d'or (Angleterre) ; en II d'or, au lion de gueules, au double trescheur fleuronné et contre-fleuronné du même (Écosse) et en III d'azur, à la harpe d'or, cordée d'argent (Irland). au 2 écartelé :à la croix pattée d'argent bordée de gueules, qui est le Danebrog, cantonnée en I, d'or, à neuf cœurs de gueules, posés en trois pals, à trois lions léopardés d'azur, armés et lampassés de gueules, couronnés du champ, brochant sur-le-tout (de Danemark) ; en II, de gueules, au lion couronné d'or, tenant dans ses pattes une hache danoise d'argent, emmanchée du second (de Norvège ancien) ; en III, d'azur, à trois couronnes d'or (de Suède moderne) ; en IV, d'or au lion léopardé d'azur soutenu de neuf cœurs de gueules ordonnés 5 et 4 (du Royaume des Goths) sur-le-tout écartelé : 1, d'or, à deux lions léopardés d'azur, armés et lampassés de gueules (de Schleswig) ; en 2, de gueules, à la feuille d'ortie d'argent (de Holstein) ; en 3, de gueules, au cygne d'argent, becqué, membré et colleté d'une couronne d'or (Stormarn); en 4, au cavalier d'or armé d'argent (Dithmarse) ; sur-le-tout-du-tout, sur-le-tout-du-tout parti d'or à deux fasces de gueules (de Oldenbourg) et d'azur, à la croix pattée, au pied fiché d'or (de Delmenhorst). |
|           |     | Henriette Marie de France ((1609 + 1669), femme de Charles I. Parti : au 1 écartelé : en I et IV contre-écartelé : en 1 et 4 d'azur aux trois fleurs de lys d'or (France) et en 2 et 3 de gueules aux trois léopards d'or (Angleterre) ; en II d'or, au lion de gueules, au double trescheur fleuronné et contre-fleuronné du même (Écosse) et en III d'azur, à la harpe d'or, cordée d'argent (Irland). au 2 écartelé : parti d'azur à trois fleurs de lys d'or (France moderne) et de gueules aux chaînes d'or posées en orle, en croix et en sautoir, chargées en cœur d'une émeraude au naturel (Navarre). |
|           |     | Catherine de Bragance (1638 † 1705), femme de Charles II. |
|           |     | Marie de Modène (1658 † 1718), 2e femme de Jacques II. |
|           |     | Prince Georges de Danemark (1653 † 1708), époux de la reine Anne. Écartelé : à la croix pattée d'argent bordée de gueules, qui est le Danebrog, cantonnée en I, d'or, à neuf cœurs de gueules, posés en trois pals, à trois lions léopardés d'azur, armés et lampassés de gueules, couronnés du champ, brochant sur-le-tout ; en II, de gueules, au lion couronné d'or, tenant dans ses pattes une hache danoise d'argent, emmanchée du second ; en III, d'azur, à trois couronnes d'or ; en IV, d'or au lion léopardé d'azur soutenu de neuf cœurs de gueules ordonnés 4, 3 et 2 ; en plaine, de gueules au dragon d'or ; sur-le-tout écartelé : 1, d'or, à deux lions léopardés d'azur, armés et lampassés de gueules ; 2 de gueules, à la feuille d'ortie d'argent ; 3 de gueules, au cygne d'argent, becqué, membré et colleté d'une couronne d'or ; 4 de gueules, au cavalier armé d'argent ; sur-le-tout-du-tout parti d'or à deux fasces de gueules et d'azur, à la croix pattée, au pied fiché d'or ; un lambel d'argent, chaque pendant chargé de trois mouchetures d'hermine de sable, brochant sur la partition. |

### Branche aînée
| Armoiries | Écu | Nom et blasonnement |
|           |     | Robert II d'Écosse (1316-19 avril 1390), roi d'Écosse, D'or, au lion de gueules dans un double trêcheur fleuronné et contre-fleuronné du même, armé et lampassé d'azur (d'Écosse). |
|           |     | David Stuart (né en 1356), comte de Strathearn et comte de Caithness, fils du précédent, D'or, au lion de gueules dans un double trêcheur fleuronné et contre-fleuronné du même, armé et lampassé d'azur (d'Écosse), au chevron de gueules, brochant, une fasce échiquetée d'azur et d'argent brochant sur-le-tout (de Stuart). (Cimier : Une tête de sanglier de gueules, à la fasce échiquetée d'azur et d'argent, entre deux écots de sinople, terminés par deux boules de feuillage du même. ).            |
|           |     | John Stuart (v. 1337-4 avril 1406), Comte de Carrick, futur Robert III d'Ecosse, D'or, au lion de gueules dans un double trêcheur fleuronné et contre-fleuronné du même, armé et lampassé d'azur (d'Écosse), au lambel d'argent, les pendants échiquetés d'azur et d'argent. (Cimier : Une tête de lion de gueules, dans un vol d'or, tortillé d'argent et d'azur). |
|           |     | Alexander Stuart (30 avril 1514 - Stirling Castle - 18 décembre 1515 - Stirling Castle), duc de Ross, fils de Jacques IV d'Ecosse, D'or, au lion de gueules dans un double trêcheur fleuronné et contre-fleuronné du même, armé et lampassé d'azur (d'Écosse), à la fasce échiquetée d'azur et d'argent (de Stuart), brochant sur-le-tout. (Cimier : Une tête de sanglier de gueules, à la fasce échiquetée d'azur et d'argent, entre deux écots de sinople, terminés par deux boules de feuillage du même. ). |

### LesStuart-Stuart
Branche issue du mariage de Marie Stuart et Henri Stuart, dit Lord Darnley, (7 décembre 1545 – 9 ou 10 février 1567), baron Darnley, duc d'Albany et roi consort d'Écosse,

#### Rameau issues de la reine Marie Stuart
| Armoiries | Écu | Nom et blasonnement |
|           |     | Jacques VI Stuart ou Jacques Ier d'Angleterre (1566-1625), duc de Rothesay et comte de Carrick, baron de Renfrew et lord des Îles, prince et Grand Steward d'Écosse, futur Roi d'Écosse, puis Roi d'Angleterre, Écartelé, en I et IV d'or, à la fasce échiquetée d'argent et d'azur de trois tires (Stewart/Stuart, Grand Steward d'Écosse), et en II et IV d'argent à la voile carguée de sable, à trois pennons de gueules (Earl de Carrick), sur le tout, d'or, au lion de gueules dans un double trêcheur fleuronné et contre-fleuronné du même, armé et lampassé d'azur (d'Écosse) avec un lambel d'azure. pour les armoiries comme roi, ci-dessous |

#### Rameau issues du roiJacques VI Stuart ou JacquesIerd'Angleterre
| Armoiries | Écu | Nom et blasonnement |
|           |     | Henri-Frédéric (1594 + 1612), duc de Rothesay et comte de Carrick, baron de Renfrew et lord des Îles, prince et Grand Steward d'Écosse, futur Roi d'Écosse, puis Roi d'Angleterre, Écartelé, en I et IV d'or, à la fasce échiquetée d'argent et d'azur de trois tires (Stewart/Stuart, Grand Steward d'Écosse), et en II et IV d'argent à la voile carguée de sable, à trois pennons de gueules (Earl de Carrick), sur le tout, d'or, au lion de gueules dans un double trêcheur fleuronné et contre-fleuronné du même, armé et lampassé d'azur (d'Écosse) avec un lambel d'azure. pour les armoiries comme prince de Galles, ci-dessous |
|           |     | Élisabeth (1596 + 1662), époux Frédéric V du Palatinat, Roi de Bohême Parti : au 1 écartelé : parti de un coupé de deux, au 1 de gueules, au lion d'argent à la queue fourchée passée en sautoir, couronné, armé et lampassé d'or, qui est de Bohême, au 2 d'azur, à l'aigle échiquetée d'argent et de gueules, becquée, languée, membrée et couronnée d'or, qui est de Moravie, au 3 d'or à l'aigle de sable, armé, becqué et langué de gueules, portant sur son cœur un croisant d'argent surmonté d'une croix de même, qui est de Silésie, au 4 burelé d'argent et d'azur de dix pièces, au lion de gueules, la queue fourchée passée en sautoir, armé, lampassé et couronné d'or, qui est de Luxembourg, au 5 coupé crénelé d'azur et d'or qui est de la Haute-Lusace et au 6 d'argent au bœuf de gueules issant sur une terrasse de sinople, qui est de la Basse-Lusace ; sur le tout parti de sable, au lion d'or, armé, lampassé et couronné de gueules, qui est du Palatinat et fuselé en bande d'azur et d'argent, qui est de Bavière enté en pointe de gueules à l'orbe d'or, qui est la dignité d'archi sénéchal du Saint-Empire; au 2 écartelé, en I et IV contre-écartelé : en 1 et 4 d'azur aux trois fleurs de lys d'or (France) et en 2 et 3 de gueules aux trois léopards d'or (Angleterre) ; en II d'or, au lion de gueules, au double trescheur fleuronné et contre-fleuronné du même (Écosse) et en III d'azur, à la harpe d'or, cordée d'argent (Irland). |
|           |     | Charles Stuart (1600-1649), futur Charles I d'Angleterre, duc d'Albany 1600-1625 duc d'York et Albany 1611-1625 Écartelé, en I et IV contre-écartelé : en 1 et 4 d'azur aux trois fleurs de lys d'or et en 2 et 3 de gueules aux trois léopards d'or ; en II d'or, au lion de gueules, au double trescheur fleuronné et contre-fleuronné du même et en III d'azur, à la harpe d'or, cordée d'argent ; un lambel d'argent brochant sur la partition. prince de Galles, duc de Cornouailles et duc de Rothesay, 1612-1625 Écartelé, en I et IV contre-écartelé : en 1 et 4 d'azur aux trois fleurs de lys d'or et en 2 et 3 de gueules aux trois léopards d'or ; en II d'or, au lion de gueules, au double trescheur fleuronné et contre-fleuronné du même et en III d'azur, à la harpe d'or, cordée d'argent ; un lambel d'argent brochant sur la partition chargé de trois besans de gueules, brochant sur le tout. |

#### Rameau issues du roiCharles I
| Armoiries | Écu | Nom et blasonnement |
|           |     | Marie Henriette d'Angleterre (1631 + 1660), Princesse royale, époux Guillaume II, prince d'Orange, mere de Guillaume III, prince d'Orange et roi d'Angleterre. Parti : au 1 écartelé : I d'azur, semé de billettes, au lion d'or, armé et lampassé de gueules, brochant sur le tout (Maison de Nassau) ; II, d'or, au léopard lionné de gueules, arméc ouronné et lampassé d'azur (Katzenelnbogen) ; III, de gueules à la fasce d'argent (Vianden) ; IV, de gueules à deux lions passant l'un sur l'autre ; sur-le-tout écartelé, aux I et IV de gueules, à la bande d'or (Châlon), et aux II et III d'or, au cor de chasse d'azur, virolé et lié de gueules (Orange) ; sur-le-tout-du-tout de cinq points d'or équipolés à quatre d'azur (Genève) ; d'or au chev. de sable (Moers); un écusson de gueules à la fasce bretessée et contre-bretessée d'argent brochant en pointe (Buren); au 2 écartelé, en I et IV contre-écartelé : en 1 et 4 d'azur aux trois fleurs de lys d'or (France) et en 2 et 3 de gueules aux trois léopards d'or (Angleterre) ; en II d'or, au lion de gueules, au double trescheur fleuronné et contre-fleuronné du même (Écosse) et en III d'azur, à la harpe d'or, cordée d'argent (Irland). |
|           |     | son fils: Guillaume III de Nassau, prince d'Orange, seigneur de Bréda, puis stathouder de Hollande et de Zélande, Stathouder d'Utrecht, Stathouder de Gueldre et d'Overijssel, puis roi consort d'Angleterre et d'Irlande, roi consort d'Écosse, puis roi d'Angleterre et d'Irlande, roi d'Écosse, Prince d'Orange, prince d'Angleterre, d'Écosse et d'Irlande (dans le droit de sa mère, Marie-Henriette d’Angleterre, princesse royale) : Écartelé : I d'azur, semé de billettes, au lion d'or, armé et lampassé de gueules, brochant sur le tout (Maison de Nassau) ; II, d'or, au léopard lionné de gueules, arméc ouronné et lampassé d'azur (Katzenelnbogen) ; III, de gueules à la fasce d'argent (Vianden) ; IV, de gueules à deux lions passant l'un sur l'autre ; sur-le-tout écartelé, aux I et IV de gueules, à la bande d'or (Châlon), et aux II et III d'or, au cor de chasse d'azur, virolé et lié de gueules (Orange) ; sur-le-tout-du-tout de cinq points d'or équipolés à quatre d'azur (Genève) ; un écusson de sable à la fasce d'argent brochant en chef ; un écusson de gueules à la fasce bretessée et contre-bretessée d'argent brochant en pointe. Blason alternatif comme vu dans les images contemporaines Écartelé : I d'azur, semé de billettes, au lion d'or, armé et lampassé de gueules, brochant sur le tout (Maison de Nassau) ; II, d'or, au léopard lionné de gueules, arméc ouronné et lampassé d'azur (Katzenelnbogen) ; III, de gueules à la fasce d'argent (Vianden) ; IV, de gueules à deux lions passant l'un sur l'autre ; sur-le-tout écartelé, aux I et IV de gueules, à la bande d'or (Châlon), et aux II et III d'or, au cor de chasse d'azur, virolé et lié de gueules (Orange) ; sur-le-tout-du-tout de cinq points d'or équipolés à quatre d'azur (Genève) ; d'or au chev. de sable (Moers); un écusson de gueules à la fasce bretessée et contre-bretessée d'argent brochant en pointe (Buren) Puis, pour son blasons comme roi d'Angleterre et d'Irlande et roi d'Écosse durant le règne conjoint avec Marie II seul, après le décès de sa femme si dessous. |
|           |     | Jacques Stuart d'Angleterre (1633-1701), duc d'York, duc d'Albany, futur Jacques II d'Angleterre, Écartelé, en I et IV contre-écartelé : en 1 et 4 d'azur aux trois fleurs de lys d'or et en 2 et 3 de gueules aux trois léopards d'or ; en II d'or, au lion de gueules, au double trescheur fleuronné et contre-fleuronné du même et en III d'azur, à la harpe d'or, cordée d'argent ; un lambel d'argent brochant sur la partition, chaque pendants chargé de trois mouchetures d'hermine de sable. |
|           |     | Henry (1640 + 1660) duc de Gloucester et Comte de Cambridge Écartelé, en I et IV contre-écartelé : en 1 et 4 d'azur aux trois fleurs de lys d'or et en 2 et 3 de gueules aux trois léopards d'or ; en II d'or, au lion de gueules, au double trescheur fleuronné et contre-fleuronné du même et en III d'azur, à la harpe d'or, cordée d'argent ; un lambel d'argent brochant sur la partition, chaque pendants chargés d'une rose de gueules. |
|           |     | Henriette-Anne (1644 + 1670), elle épousa son cousin Philippe Ier, duc d'Orléans (Monsieur), frère de Louis XIV, elle a eu trois enfants, d'ici descend la succession de Jacobitisme. Parti : au 1 écartelé : d'azur aux trois fleurs de lys d'or (France au lambel d'argent ((duc d'Orléans); au 2 écartelé, en I et IV contre-écartelé : en 1 et 4 d'azur aux trois fleurs de lys d'or (France) et en 2 et 3 de gueules aux trois léopards d'or (Angleterre) ; en II d'or, au lion de gueules, au double trescheur fleuronné et contre-fleuronné du même (Écosse) et en III d'azur, à la harpe d'or, cordée d'argent (Irland). |

#### Rameau issues du reineÉlisabethde Bohême
| Armoiries | Écu | Nom et blasonnement |
|           |     | Charles Ier Louis du Palatinat (1617 + 1680) comte palatin du Rhin , duc de Bavière et électeur et archi-trésorier d'Empire (1648-1680), prince de Bohême, prince d’Angleterre, d'Écosse et d'Irlande, avec les insignes de l'ordre de la Jarretière. parti de sable au lion d'or contourné armé, couronné et lampassé de gueules (Palatinat du Rhin, contourné) et fuselé en bande d'azur et d'or (Wittelsbach), enté en pointe de gueules à l'orbe crucifère d'or (dignité d'archisénéchal d'Empire). |
|           |     | Rupert du Rhin (1619 + 1682), comte palatin du Rhin , duc de Bavière, prince de Bohême, prince d'Angleterre, d'Écosse et d'Irlande, après 1644 duc de Cumberland et comtè de Holderness, Lord Grand Amiral d'Angleterre (en commission Liste des Lord Grand Amiral, 1661-1681), avec les insignes de l'ordre de la Jarretière. parti de sable au lion d'or contourné armé, couronné et lampassé de gueules (Palatinat du Rhin, contourné) et fuselé en bande d'azur et d'or (Wittelsbach).. |
|           |     | Sophie de Bohême, (1630-1714), princesse-électrice de Hanovre, épouse d'Ernest-Auguste (1629-1698), électeur de Hanovre et mère du roi George Ier de Grande-Bretagne. D'ici descend la succession protestante Parti : au 1 écartelé, I: de gueules, à deux léopards d'or (Welf) ; II: de gueules, au cheval cabré d'argent, harnaché d'or (Saxe ancien our Westphalie) III: d'or, semé de cœurs de gueules, au lion d'azur (Lunebourg), IV: d'azure au lion couronné d'argent (Comté d'Eberstein), V: 2e vuide pour sur le tout d'argent, à la roue de gueules (prince-évêque d'Osnabrück), VI: de gueules au lion d'or, à la borure componnée d'argent et d'azure (Comté de Hombourg), VII: d'azure au lion d'argent; et au dessours pour VIII'eme quartier, d'argent à l'aigle éployé d'azure (Comté de Deipholt), IX: 2e vuide pour sur le tout d'argent, à la roue de gueules (prince-évêque d'Osnabrück), X:de gueules au lion d'or; et au-dessous, XI: d'or à trois fasces de gueules (Comté de Latuerberg), XII: en revenant au flanc dextre, d'argent au cerf de sable (Comté de Clettemberg), XIII: sous l'écu sur le tout, d'argent, à deux pattes d'ours adoffées, mises en pal; coupé, fascé de gueules et d'argent; recoupé, gironné d'argent et d'azur (Comtés de Hoga et de Bruchussen), XIV: échiqueté d'argent et de gules (Comté de Honstein), la pointe de l'écu, d'argent à une perche de boid de cerf de gueules, chevillée de quatre cors, posée en fasce, parti d'argent à la perche de boid de cerf de sable, chevillée de quatre cors, posée en fasce (Comtés de Reinstein et de Blanenbourg). au 2 écartelé : parti de un coupé de deux, au 1 de gueules, au lion d'argent à la queue fourchée passée en sautoir, couronné, armé et lampassé d'or, qui est de Bohême, au 2 d'azur, à l'aigle échiquetée d'argent et de gueules, becquée, languée, membrée et couronnée d'or, qui est de Moravie, au 3 d'or à l'aigle de sable, armé, becqué et langué de gueules, portant sur son cœur un croisant d'argent surmonté d'une croix de même, qui est de Silésie, au 4 burelé d'argent et d'azur de dix pièces, au lion de gueules, la queue fourchée passée en sautoir, armé, lampassé et couronné d'or, qui est de Luxembourg, au 5 coupé crénelé d'azur et d'or qui est de la Haute-Lusace et au 6 d'argent au bœuf de gueules issant sur une terrasse de sinople, qui est de la Basse-Lusace ; sur le tout parti de sable, au lion d'or, armé, lampassé et couronné de gueules, qui est du Palatinat et fuselé en bande d'azur et d'argent, qui est de Bavière enté en pointe de gueules à l'orbe d'or, qui est la dignité d'archi sénéchal du Saint-Empire. |

#### Rameau issues du roiJacques II
| Armoiries | Écu | Nom et blasonnement |
|           |     | Marie II Stuart, (1662 + 1694) princesse d'Orange, femme de Guillaume III, prince d'Orange, après 1688, Reine d'Angleterre, Écosse et d'Irlande, Parti : au 1 écartelé : I d'azur, semé de billettes, au lion d'or, armé et lampassé de gueules, brochant sur le tout (Maison de Nassau) ; II, d'or, au léopard lionné de gueules, arméc ouronné et lampassé d'azur (Katzenelnbogen) ; III, de gueules à la fasce d'argent (Vianden) ; IV, de gueules à deux lions passant l'un sur l'autre ; sur-le-tout écartelé, aux I et IV de gueules, à la bande d'or (Châlon), et aux II et III d'or, au cor de chasse d'azur, virolé et lié de gueules (Orange) ; sur-le-tout-du-tout de cinq points d'or équipolés à quatre d'azur (Genève) ; d'or au chev. de sable (Moers); un écusson de gueules à la fasce bretessée et contre-bretessée d'argent brochant en pointe (Buren); au 2 écartelé, en I et IV contre-écartelé : en 1 et 4 d'azur aux trois fleurs de lys d'or (France) et en 2 et 3 de gueules aux trois léopards d'or (Angleterre) ; en II d'or, au lion de gueules, au double trescheur fleuronné et contre-fleuronné du même (Écosse) et en III d'azur, à la harpe d'or, cordée d'argent (Irland). pour ses armoiries comme reine, voir ci-dessus |
|           |     | Anne Ire Stuart, (1665 + 1714), princesse de Danemark, reine d'Angleterre et d'Irlande (1702-1714), Parti : au 1 écartelé : à la croix pattée d'argent bordée de gueules, qui est le Danebrog, cantonnée en I, d'or, à neuf cœurs de gueules, posés en trois pals, à trois lions léopardés d'azur, armés et lampassés de gueules, couronnés du champ, brochant sur-le-tout (de Danemark) ; en II, de gueules, au lion couronné d'or, tenant dans ses pattes une hache danoise d'argent, emmanchée du second (de Norvège ancien) ; en III, d'azur, à trois couronnes d'or (de Suède moderne) ; en IV, d'or au lion léopardé d'azur soutenu de neuf cœurs de gueules ordonnés 5 et 4 (du Royaume des Goths) sur-le-tout écartelé : 1, d'or, à deux lions léopardés d'azur, armés et lampassés de gueules (de Schleswig) ; en 2, de gueules, à la feuille d'ortie d'argent (de Holstein) ; en 3, de gueules, au cygne d'argent, becqué, membré et colleté d'une couronne d'or (Stormarn); en 4, au cavalier d'or armé d'argent (Dithmarse) ; sur-le-tout-du-tout, sur-le-tout-du-tout parti d'or à deux fasces de gueules (de Oldenbourg) et d'azur, à la croix pattée, au pied fiché d'or (de Delmenhorst);un lambel d'argent, chaque pendant chargé de trois mouchetures d'hermine de sable, brochant sur la partition. au 2 écartelé, en I et IV contre-écartelé : en 1 et 4 d'azur aux trois fleurs de lys d'or (France) et en 2 et 3 de gueules aux trois léopards d'or (Angleterre) ; en II d'or, au lion de gueules, au double trescheur fleuronné et contre-fleuronné du même (Écosse) et en III d'azur, à la harpe d'or, cordée d'argent (Irland). pour ses armoiries comme reine, voir ci-dessus |
|           |     | Prince Georges de Danemark (1653 + 1708), le prince consort de la reine Anne de Grande-Bretagne, duc de Cumberland, 1689 Parti : au 1 écartelé : à la croix pattée d'argent bordée de gueules, qui est le Danebrog, cantonnée en I, d'or, à neuf cœurs de gueules, posés en trois pals, à trois lions léopardés d'azur, armés et lampassés de gueules, couronnés du champ, brochant sur-le-tout (de Danemark) ; en II, de gueules, au lion couronné d'or, tenant dans ses pattes une hache danoise d'argent, emmanchée du second (de Norvège ancien) ; en III, d'azur, à trois couronnes d'or (de Suède moderne) ; en IV, d'or au lion léopardé d'azur soutenu de neuf cœurs de gueules ordonnés 5 et 4 (du Royaume des Goths) sur-le-tout écartelé : 1, d'or, à deux lions léopardés d'azur, armés et lampassés de gueules (de Schleswig) ; en 2, de gueules, à la feuille d'ortie d'argent (de Holstein) ; en 3, de gueules, au cygne d'argent, becqué, membré et colleté d'une couronne d'or (Stormarn); en 4, au cavalier d'or armé d'argent (Dithmarse) ; sur-le-tout-du-tout, sur-le-tout-du-tout parti d'or à deux fasces de gueules (de Oldenbourg) et d'azur, à la croix pattée, au pied fiché d'or (de Delmenhorst);un lambel d'argent, chaque pendant chargé de trois mouchetures d'hermine de sable, brochant sur la partition. |
|           |     | Prince Guillaume (1689 + 1700), duc de Gloucester, seul fils d'Anne de Grande-Bretagne et Georges de Danemark à survivre à l'enfance. Écartelé, en I et IV contre-écartelé : en 1 et 4 d'azur aux trois fleurs de lys d'or (France) et en 2 et 3 de gueules aux trois léopards d'or (Angleterre) ; en II d'or, au lion de gueules, au double trescheur fleuronné et contre-fleuronné du même (Écosse) et en III d'azur, à la harpe d'or, cordée d'argent (Irland); au lambel à trois pendants d'argent brochant, chargé en cœur d'une croix de gueules (dite de Saint Georges); sur-le-tout-du-tout d'or, à neuf cœurs de gueules, posés en trois pals, à trois lions léopardés d'azur, armés et lampassés de gueules, couronnés du champ, brochant sur-le-tout (de Danemark). |
|           |     | James (1663 + 1667), duc de Cambridge Écartelé, en I et IV contre-écartelé : en 1 et 4 d'azur aux trois fleurs de lys d'or (France) et en 2 et 3 de gueules aux trois léopards d'or (Angleterre) ; en II d'or, au lion de gueules, au double trescheur fleuronné et contre-fleuronné du même (Écosse) et en III d'azur, à la harpe d'or, cordée d'argent (Irland); au lambel à cinq pendants d'argent brochant, chargé de trois mouchetures d'hermine de sable. Armes portées par: - Charles, duc de Cambridge, (1660+ 1661) - Edgar, duc de Cambridge, (1667 + 1671) |

#### les prétendantes jacobites aux trônes d'Angleterre, d'Écosse et d'Irlande
| Armoiries | Écu | Nom et blasonnement |
|           |     | Royaume-Uni de 1603 à 1689 : écartelé, en I et IV contre-écartelé en 1 et 4 d'azur aux trois fleurs de lys d'or et en 2 et 3 de gueules aux trois léopards d'or, en II d'or, au lion de gueules, au double trescheur fleuronné et contre-fleuronné du même et en III d'azur, à la harpe d'or, cordée d'argent Armes portées par : - - Jacques François "le ancien prétendant", [1688 † 1766], fils de Jacques II d'Angleterre - Charles Édouard "Bonnie Prince Charlie", "le jeune prétendant", [1720 † 1788], fils de Jacques François |
|           |     | les Stuarts écartelé, en I et IV contre-écartelé en 1 et 4 d'azur aux trois fleurs de lys d'or et en 2 et 3 de gueules aux trois léopards d'or, en II d'or, au lion de gueules, au double trescheur fleuronné et contre-fleuronné du même et en III d'azur, à la harpe d'or, cordée d'argent, au lambel à trois pendants d'argent brochant,. Armes portées par : - - Jacques François "le ancien prétendant", Prince de Galles (1688-1689), prétendant Prince de Galles (1689-1701), [1688 † 1766], fils de Jacques II d'Angleterre - Charles Édouard "Bonnie Prince Charlie", "le jeune prétendant", prétendant Prince de Galles (1720-1766), [1720 † 1788], fils de Jacques François |
|           |     | Henri Benoît Stuart, (1725+ 1807), cardinal-duc d’York. Prétendant au trône comme Henri IX. Écartelé : aux I et IV contre-écartelé d'azur à trois fleurs de lys d'or (de France) et de gueules à trois léopards d'or (d'Angleterre) ; au II d'or, au lion de gueules, au double trescheur fleuronné et contre-fleuronné du même (d'Écosse) ; au III d'azur, à la harpe d'or, cordée d'argent (d'Irlande) ; avec un croissant argent dans le centre |

### Rameaux issus deCharles II d'Angleterre

#### Les Scott
Rameau issu de James Crofts fils de Charles II d'Angleterre,
| Armoiries | Nom et blasonnement |
|           | James Crofts puis James Scott (1er avril 1649, Rotterdam – 15 juillet 1685), 1er duc de Monmouth, 1er duc de Buccleuch, fut le fils illégitime de Charles II d'Angleterre et de sa maîtresse, Lucy Walter, qui avait suivi le roi en exil sur le continent après l'exécution de Charles Ier. Ecartelé : aux I et IV contre-écartelé d'azur à trois fleurs de lys d'or (de France) et de gueules à trois léopards d'or (d'Angleterre) ; au II d'or, au lion de gueules, au double trescheur fleuronné et contre-fleuronné du même (d'Écosse) ; au III d'azur, à la harpe d'or, cordée d'argent (d'Irlande) ; au bâton d'azur d'argent péri en barre brochant sur la partition, sur le tout d'or à la bande d'azur chargé d'une étoile à six rais et de deux croissants, l'un en pointe, l'autre en chef de la bande, le tout du premier (de Scott). - Armes portées ensuite par : - Les 2e et 3e ducs de Buccleuch, |
|           | Charles William Henry Montagu-Scott (24 mai 1772 – 20 avril 1819), 4e duc de Buccleuch et 6e duc de Queensberry, etc., fils du précédent et de Lady Elizabeth Montagu. Grand-écartelé : - aux I et IV écartelé : au A et D contre-écartelé : au 1 et 4 d'azur à trois fleurs de lys d'or (de France) et au 2 et de gueules à trois léopards d'or (d'Angleterre) ; au B d'or, au lion de gueules, au double trescheur fleuronné et contre-fleuronné du même (d'Écosse) ; au C d'azur, à la harpe d'or, cordée d'argent (d'Irlande) ; au bâton d'azur d'argent péri en barre brochant sur la partition, - au II d'or à la bande d'azur chargé d'une étoile à six rais et de deux croissants, l'un en pointe, l'autre en chef de la bande, le tout du premier (de Scott), - au III : contre-écartelé : au I et IV d'argent à trois fusées de gueules accolées et posées en pal, à la bordure de sable. - au IV : d'or, à l'aigle éployée de sinople armée et lampassée de gueules (de Montagu). |
|           | Walter Montagu-Douglas-Scott (25 novembre 1806 – 16 avril 1884), 5e duc de Buccleuch et 7e duc de Queensberry, etc., fils du précédent et de Harriet Katherine Townshend, fille de Thomas Townshend, 1er vicomte de Sydney, Grand-écartelé : - au I écartelé : au A et D contre-écartelé : au 1 et 4 d'azur à trois fleurs de lys d'or (de France) et au 2 et de gueules à trois léopards d'or (d'Angleterre) ; au B d'or, au lion de gueules, au double trescheur fleuronné et contre-fleuronné du même (d'Écosse) ; au C d'azur, à la harpe d'or, cordée d'argent (d'Irlande) ; au bâton d'azur d'argent péri en barre brochant sur la partition, - au II d'or à la bande d'azur chargé d'une étoile à six rais et de deux croissants, l'un en pointe, l'autre en chef de la bande, le tout du premier (de Scott), - au III écartelé : en A et D d'argent au cœur de gueules couronnée d'une couronne fermé d'or, au chef d'azur chargé de trois étoiles d'argent (de Douglas) ; en B et C d'azur, à la bande d'or, accompagnée de six croisettes, recroisetées au pied fiché d'or, posées en orle (de Mar) ; le tout à la bordure d'or au double trescheur fleuronné et contre-fleuronné de gueules, - au IV écartelé : au A d'argent à trois fusées de gueules accolées et posées en pal, à la bordure de sable ; au B d'or, à l'aigle éployée de sinople armée et lampassée de gueules (de Montagu), au C de sable, au lion d'argent, armé et lampassé de gueules, au franc-canton à la croix de saint Georges (de Churchill), au D d'argent au chevron de gueules accompagné de trois »casques de Conquistadors« d'azur. - Armes portées ensuite par : - Les ducs de Buccleuch suivants,                                                                                   |
|           | Richard Scott (14 février 1954 -) 10e duc de Buccleuch et 12e duc de Queensberry, etc., fils du John Scott (9e duc de Buccleuch), Grand-écartelé : - au I écartelé : au A et D contre-écartelé : au 1 et 4 d'azur à trois fleurs de lys d'or (de France) et au 2 et de gueules à trois léopards d'or (d'Angleterre) ; au B d'or, au lion de gueules, au double trescheur fleuronné et contre-fleuronné du même (d'Écosse) ; au C d'azur, à la harpe d'or, cordée d'argent (d'Irlande) ; au bâton d'azur d'argent péri en barre brochant sur la partition, - au II écartelé: les armes des ducs d'Argyll aux 1 et 4 gyronny huit or et de sable (pour Campbell); 2e et 3e argent, à la nef, voiles déployées, drapeaux et fanions gueules volants, et des avirons en action sable (pour Lorne)., - au III écartelé : en A et D d'argent au cœur de gueules couronnée d'une couronne fermé d'or, au chef d'azur chargé de trois étoiles d'argent (de Douglas) ; en B et C d'azur, à la bande d'or, accompagnée de six croisettes, recroisetées au pied fiché d'or, posées en orle (de Mar) ; le tout à la bordure d'or au double trescheur fleuronné et contre-fleuronné de gueules, - au IV écartelé : au A d'argent à trois fusées de gueules accolées et posées en pal, à la bordure de sable ; au B d'or, à l'aigle éployée de sinople armée et lampassée de gueules (de Montagu), au C de sable, au lion d'argent, armé et lampassé de gueules, au franc-canton à la croix de saint Georges (de Churchill), au D d'argent au chevron de gueules accompagné de trois »casques de Conquistadors« d'azur. - sur le tout d'or à la bande d'azur chargé d'une étoile à six rais et de deux croissants, l'un en pointe, l'autre en chef de la bande, le tout du premier (de Scott), |

#### 2eMaison de Lennox
Rameau issu de Charles Ier Lennox, fils naturel de Charles II d'Angleterre,
| Armoiries | Nom et blasonnement |
|           | Charles Ier Lennox (1672 – 1723), 1er duc de Richmond (2e création), 1er duc de Lennox, duc d'Aubigny. Ecartelé : aux I et IV contre-écartelé d'azur à trois fleurs de lys d'or (de France) et de gueules à trois léopards d'or (d'Angleterre) ; au II d'or, au lion de gueules, au double trescheur fleuronné et contre-fleuronné du même (d'Écosse) ; au III d'azur, à la harpe d'or, cordée d'argent (d'Irlande) ; à la bordure componée de seize pièces d'argent et de gueules, chaque pièce d'argent chargée d'une rose boutonnée d'or et pointée de sinople (de Lennox (en)). - Armes portées ensuite par : - Charles II Lennox (1701-1750), fils du précédent, 2e duc de Richmond, 2e duc de Lennox, comte de Darnley, duc d'Aubigny, - Charles III Lennox (1735-1806), fils du précédent, 3e Duc de Richmond, baron Settingdon et comte de March, 3e Duc de Lennox, baron Torbolton et Comte de Darnley, Duc d'Aubigny, |
|           | Charles IV Lennox (1764-1819), neveu du précédent, 4e Duc de Richmond, baron Settingdon et Comte de March, 4e Duc de Lennox, baron Torbolton et Comte de Darnley, Duc d'Aubigny, Ecartelé : aux I et IV contre-écartelé d'azur à trois fleurs de lys d'or (de France) et de gueules à trois léopards d'or (d'Angleterre) ; au II d'or, au lion de gueules, au double trescheur fleuronné et contre-fleuronné du même (d'Écosse) ; au III d'azur, à la harpe d'or, cordée d'argent (d'Irlande) ; à la bordure componée de seize pièces d'argent et de gueules, chaque pièce d'argent chargée d'une rose boutonnée d'or et pointée de sinople (de Lennox (en)) ; sur le tout de gueules à trois fermaux d'or (d'Aubigny). |
|           | Charles V Lennox (1791-1860), neveu du précédent, 5e Duc de Richmond, baron Settingdon et Comte de March, 5e Duc de Lennox, baron Torbolton et Comte de Darnley, Duc d'Aubigny, Grand-écartelé : aux I et IV contre-écartelé d'azur à trois fleurs de lys d'or (de France) et de gueules à trois léopards d'or (d'Angleterre) ; au II d'or, au lion de gueules, au double trescheur fleuronné et contre-fleuronné du même (d'Écosse) ; au III d'azur, à la harpe d'or, cordée d'argent (d'Irlande) ; à la bordure componée de seize pièces d'argent et de gueules, chaque pièce d'argent chargée d'une rose boutonnée d'or et pointée de sinople (de Lennox (en)) ; sur le tout de gueules à trois fermaux d'or (d'Aubigny) ; aux II et III du grand-écartelé : écartelé au I d'azur à trois hures d'or défendues de gueules (de Gordon) ; au II d'or à trois têtes de lion arrachées de gueules lampassés d'azur (de Badenoch) ; au III d'or, aux trois croissants de gueules, au double trescheur fleuronné et contre-fleuronné du même (de Seton) ; au IV d'azur à trois quintefeuilles d'or boutonnées du champ (de Fraser). - Armes portées ensuite par : - Les Ducs de Richmond, Ducs de Lennox et Ducs d'Aubigny                                   |
|           | Charles X Lennox (1929-), fils du précédent, 10e Duc de Richmond, baron Settingdon et Comte de March, 10e Duc de Lennox, baron Torbolton et Comte de Darnley, Duc d'Aubigny, Grand-écartelé : aux I et IV contre-écartelé d'azur à trois fleurs de lys d'or (de France) et de gueules à trois léopards d'or (d'Angleterre) ; au II d'or, au lion de gueules, au double trescheur fleuronné et contre-fleuronné du même (d'Écosse) ; au III d'azur, à la harpe d'or, cordée d'argent (d'Irlande) ; à la bordure componée de seize pièces d'argent et de gueules, chaque pièce d'argent chargée d'une rose boutonnée d'or et pointée de sinople (de Lennox (en)) ; sur le tout de gueules à trois fermaux d'or (d'Aubigny) ; aux II au sautoir engrêlée de gueules, cantonné de quatre roses du même, boutonnées d'or et pointées de sinople (de Lennox (en)); aux III du grand-écartelé : écartelé au I d'azur à trois hures d'or défendues de gueules (de Gordon) ; au II d'or à trois têtes de lion arrachées de gueules lampassés d'azur (de Badenoch) ; au III d'or, aux trois croissants de gueules, au double trescheur fleuronné et contre-fleuronné du même (de Seton) ; au IV d'azur à trois quintefeuilles d'or boutonnées du champ (de Fraser). |

#### Les FitzRoy de Grafton
Rameau issu de Henri Charles FitzRoy, fils de Barbara Palmer, favorite de Charles II d'Angleterre et de père incertain,
| Armoiries | Nom et blasonnement |
|           | Charles Fitzroy (1662 - 1730), futur duc de Southampton (1675), duc de Cleveland (1709) Ecartelé : aux I et IV contre-écartelé d'azur à trois fleurs de lys d'or (de France) et de gueules à trois léopards d'or (d'Angleterre) ; au II d'or, au lion de gueules, au double trescheur fleuronné et contre-fleuronné du même (d'Écosse) ; au III d'azur, à la harpe d'or, cordée d'argent (d'Irlande) ; au bâton d'argent chargé de six mouchetures d'hermines de sable.                                                                                           |
|           | Henri Charles FitzRoy (1663-1690), 1er Duc de Grafton, 1er Comte Euston, 1er Vicomte Ipswich, 1er baron Sudbury, Ecartelé : aux I et IV contre-écartelé d'azur à trois fleurs de lys d'or (de France) et de gueules à trois léopards d'or (d'Angleterre) ; au II d'or, au lion de gueules, au double trescheur fleuronné et contre-fleuronné du même (d'Écosse) ; au III d'azur, à la harpe d'or, cordée d'argent (d'Irlande) ; au bâton d'azur componné d'argent de six pièces péri en barre. - Armes portées ensuite par : - Les ducs de Grafton,               |
|           | George Fitzroy (1665 - 1716), futur comte de Northumberland (1674), duc de Northumberland (1683), sans postérité, Ecartelé : aux I et IV contre-écartelé d'azur à trois fleurs de lys d'or (de France) et de gueules à trois léopards d'or (d'Angleterre) ; au II d'or, au lion de gueules, au double trescheur fleuronné et contre-fleuronné du même (d'Écosse) ; au III d'azur, à la harpe d'or, cordée d'argent (d'Irlande) ; au bâton d'azur componné d'argent de six pièces péri en barre, chaque pièce d'argent chargé d'une moucheture d'hermine de sable. |

#### Les Beauclerk
Rameau issu de Charles Ier Beauclerk, fils illégitime de Nell Gwynne, favorite de Charles II d'Angleterre,
| Armoiries | Nom et blasonnement |
|           | Charles Ier Beauclerk (1670 - 1726), 1er duc de Saint-Albans, Comte de Burford et baron de Heddington, Ecartelé : au I et IV, contre-écartelé d'azur à trois fleurs de Lys d'or (de France moderne) et de gueules à trois léopards d'or (d'Angleterre) ; au II, d'or, au lion de gueules, au double trescheur fleuronné et contre-fleuronné du même (d'Écosse) ; au III, à la harpe d'or, cordée d'argent (d'Irlande) ; à un bâton en barre de gueules, chargé de trois roses d'argent, boutonnée et pointées de sinople, brochant sur-le-tout de l'écartelé. |
|           | Charles II Beauclerk (1696 - 1751), 2e duc de Saint-Albans, Comte de Burford et baron de Heddington, Grand Fauconnier héréditaire d'Angleterre, fils du précédent, Grand-Ecartelé : A et D, de Beauclerk : écartelé : au I et IV, contre-écartelé d'azur à trois fleurs de Lys d'or (de France moderne) et de gueules à trois léopards d'or (d'Angleterre) ; au II, d'or, au lion de gueules, au double trescheur fleuronné et contre-fleuronné du même (d'Écosse) ; au III, à la harpe d'or, cordée d'argent (d'Irlande) ; à un bâton en barre de gueules, chargé de trois roses d'argent, boutonnée et pointées de sinople, brochant sur-le-tout de l'écartelé ; C et D de Vere : écartelé de gueules et d'or, le premier quartier chargé d'une étoile d'argent. - Armes portées ensuite par : - Les ducs de Saint-Albans. |

### Rameaux issus illégitimes deJacques II d'Angleterre

#### Les FitzJames
Rameau issu de Jacques Fitz-James de Berwick, fils naturel de Jacques II d'Angleterre,
| Armoiries | Nom et blasonnement |
|           | Jacques Fitz-James (Moulins, 21 août 1670 – 12 juin 1734), fils naturel de Jacques II Stuart, roi d'Angleterre et d'Arabella Churchill, sœur de John Churchill, duc de Marlborough, 1er Duc de Berwick et pair d'Angleterre, 1er comte de Tinmouth, 1er baron de Bosworth, Duc de Liria et Xerica (es) et grand d'Espagne, Duc de Fitz-James et pair de France, Chevalier de l'Ordre de la Jarretière (1688, brevet n°498), Chevalier de la Toison d'or (1704, brevet n°636), Chevalier du Saint-Esprit (reçu le 7 juin 1724) Ecartelé : aux I et IV contre-écartelé d'azur à trois fleurs de lys d'or (de France) et de gueules à trois léopards d'or (d'Angleterre) ; au II d'or, au lion de gueules, au double trescheur fleuronné et contre-fleuronné du même (d'Écosse) ; au III d'azur, à la harpe d'or, cordée d'argent (d'Irlande) ; à la bordure componée de douze pièces d'azur et de gueules, chaque pièce d'azur chargée d'une fleur-de-lys et chaque pièces de gueules chargée d'un léopard d'or. Le mêmeGrand d'Espagne et chevalier de la Toison d'or - Armes portées ensuite par : - Les ducs de Fitz-James |
|           | Charles Michel Fitz-James (1794-1835), 14e Duc d'Albe (1802) et Grand d'Espagne, Duc de Liria et Xerica, Duc de Berwick (en), - Armes portées ensuite par : - Les ducs d'Albe de Tormes : - Charles Michel Fitz-James (1794-1835), 14e Duc d'Albe de Tormes (1802) et Grand d'Espagne, Duc de Liria et Xerica, Duc de Berwick (en), - Jacques Louis François Paul Raphael Fitz-James (1821-1881), 15e Duc d'Albe de Tormes (1835 - fils du précédent) et Grand d'Espagne, Duc de Liria et Xerica, Duc de Berwick (en), - Charles Marie Isabelle Fitz-James (1849-1901), 16e Duc d'Albe de Tormes (1881 - fils du précédent) et Grand d'Espagne, Duc de Liria et Xerica, Duc de Berwick (en), - Jacques Marie de Pilar Emmanuel Fitz-James (1878-1953), 17e Duc d'Albe de Tormes (1901 - fils du précédent) et Grand d'Espagne, Duc de Liria et Xerica, Duc de Berwick (en), - Marie du Rosaire Gaetane FitzJames (1926-), 18e Duchesse d'Albe de Tormes (1953 - fille du précédent) et Grand d'Espagne, de Liria et Xerica, d'Arjona, de Hijar, Duchesse de Berwick (en)                                                    |

## Stuartd'Albany
Branche issue de Robert Stuart, Duc d'Albany, fils de Robert II d'Ecosse,
| Armoiries | Nom et blasonnement |
|           | Robert (vers 1340 - 3 septembre 1420 - Stirling), Duc d'Albany, Ecartelé : aux I et IV d'or au lion de gueules accompagné en chef d'un lambel d'azur, aux II et III d'or, à la fasce échiquetée d'azur et d'argent accompagnée en chef d'un lambel d'azur. |
|           | Murdoch Stuart (1362 - 1425), Duc d'Albany, fils du précédent, Écartelé : aux I et IV d'or, au lion de gueules, au double trescheur fleuronné et contre-fleuronné du même (d'Écosse) à la bordure d'azur et d'argent componnée de douze pièces, au II d'or, à la fasce échiquetée d'azur et d'argent, et au III d'or à trois losanges pommés de gueules au double trescheur fleuronné et contre-fleuronné du même. |
|           | Alexander Stuart (mort avant le 2 juin 1489), Lord Avandale, arrière-petit-fils du précédent, Écartelé : au I d'or, au lion de gueules armé et lampassé d'azur, au double trescheur fleuronné et contre-fleuronné du même (d'Écosse), au II d'or, à la fasce échiquetée d'azur et d'argent, au III d'argent, au sautoir de gueules, cantonné de quatre roses du même, boutonnées d'or et pointées de sinople (de Lennox), au IV d'or au lion de gueules armé et lampassé d'azur, à la bordure d'azur et d'argent componnée de douze pièces. |
|           | Andrew Stuart, 1er Lord Ochiltree (en), petit-fils du précédent, Écartelé : aux I et IV d'or, au lion de gueules armé et lampassé d'azur, au double trescheur fleuronné et contre-fleuronné du même (d'Écosse), au II d'or, à la fasce échiquetée d'azur et d'argent à la bordure d'azur et d'argent componnée de douze pièces au lambel de gueules, au III d'argent, au sautoir de gueules, cantonné de quatre roses du même, boutonnées d'or et pointées de sinople (de Lennox (en)), à la bordure d'azur et d'argent componnée de douze pièces. |
|           | Jacques Stuart (Assassiné le 5 décembre 1595), comte d'Arran, fils du précédent, Grand écartelé : en A et D, écartelé : aux I et IV d'or, au lion de gueules armé et lampassé d'azur, au double trescheur fleuronné et contre-fleuronné du même (d'Écosse), au II d'or, à la fasce échiquetée d'azur et d'argent à la bordure d'azur et d'argent componnée de douze pièces au lambel de gueules, au III d'argent, au sautoir de gueules, cantonné de quatre roses du même, boutonnées d'or et pointées de sinople (de Lennox (en)), à la bordure d'azur et d'argent componnée de douze pièces ; en B et C, écartelé : aux I et IV de gueules à trois quintefeuilles d'argent, chaque feuille chargé d'une moucheture d'hermine de sable, aux II et III, d'argent à la voile carguée de sable, à trois pennons de gueules (de Hamilton). |
|           | Alexander Stuart (né vers 1557), 1er lord d'Ardvorlich, descendant de James Stuart, quatrième fils de Murdoch Stuart, qui avait fui en Irlande, Écartelé : aux I et IV d'or, au lion de gueules armé et lampassé d'azur, au double trescheur fleuronné et contre-fleuronné du même (d'Écosse), au II d'or, à la fasce échiquetée d'azur et d'argent accompagnée en chef d'une étoile de gueules, au III d'argent, au sautoir de gueules, cantonné de quatre roses du même, boutonnées d'or et pointées de sinople (de Lennox (en)), à la bordure d'azur et d'argent engrelée et componnée de douze pièces. Robert Stuart (exécuté en 1569), Seigneur de Vézinnes et Fontaine-Géry, fils de Jean Stuart, capitaine de la garde Écossaise, petit-fils d'Alexander Stuart. Écartelé : aux I et IV d'or, au lion de gueules armé et lampassé d'azur, au double trescheur fleuronné et contre-fleuronné du même (d'Écosse), au II d'or, à la fasce échiquetée d'azur et d'argent, au III d'argent, au sautoir de gueules, cantonné de quatre roses du même, boutonnées d'or et pointées de sinople (de Lennox (en)), à la bordure d'azur et de gueules et componnée de douze pièces. François Mingasson (né vers 1600), Sieur des Gouttes, petit-fils de Robert Stuart de Vézinnes. Écartelé : aux I et IV d'azur au soleil d'or, aux II et III, en A et en D, d'or, au lion de gueules armé et lampassé d'azur, au double trescheur fleuronné et contre-fleuronné du même (d'Écosse), en B d'or, à la fasce échiquetée d'azur et d'argent, en C d'argent, au sautoir de gueules, cantonné de quatre roses du même, boutonnées d'or et pointées de sinople (de Lennox (en)), à la bordure d'azur et de gueules et componnée de douze pièces. |

## StuartdeDarnley(en)
| Armoiries | Nom et blasonnement |
|           | John Stuart de Darnley, Sénéchal, D'or, à la fasce échiquetée d'azur et d'argent, au bâton de gueules (Cimier : Une tête de poulain au naturel). |
|           | Alexander Stuart, 1er comte de Buchan, D'or, à la fasce échiquetée d'azur et d'argent (Cimier : Un buste de lion de sable, un vol banneret d'argent et une couronne de gueules). |
|           | John Stuart (vers 1381 – 17 août 1424), Lord Darnley, 1er seigneur d'Aubigny, seigneur de Concressault et comte d'Évreux, Ecartelé : aux I et IV d'azur à trois fleurs de lys d'or, à la bordure de gueules chargée de huit fermaux d'or ; aux II et III d'or, à la fasce échiquetée d'argent et d'azur de trois tires (de Stuart) à la cotice de gueules. |

### Comtes, puisDucs de Lennox
| Armoiries | Nom et blasonnement |
|           | John Stuart de Darnley (mort en 1495), 1er comte de Lennox (1473 - 2e création), baron de Tolborton, petit-fils du précédent, Ecartelé : aux I et IV d'azur à trois fleurs de lys d'or, à la bordure de gueules chargée de huit fermaux d'or ; aux II et III d'or, à la fasce échiquetée d'argent et d'azur de trois tires (de Stuart) à la bordure engrelée de gueules ; sur le tout d'argent, au sautoir de gueules, cantonné de quatre roses du même, boutonnées d'or et pointées de sinople (de Lennox (en)). - Armes portées ensuite par : - Mathieu Stuart (mort en 1513), 2e comte de Lennox (1495), baron de Tolborton, fils du précédent, - John Stuart (mort en 1526), 3e Comte de Lennox (1513), baron de Tolborton, fils du précédent, - Mathieu Stuart (1516-1571), 4e comte de Lennox (1526), baron de Tolborton, fils du précédent, - Charles Stuart (1555-1576), 5e Comte de Lennox (1571), fils du précédent, - Robert Stuart (1516-1586), 1er comte de Lennox (1576), oncle du précédent, |
|           | Esmé Stuart (1542-1583), 7e comte de Lennox (1580 - par héritage de son oncle), puis 1er duc de Lennox (1581 - création), comte de Darnley, Ecartelé : aux I et IV d'azur à trois fleurs de lys d'or, à la bordure engrelée d'or ; aux II et III d'or, à la fasce échiquetée d'argent et d'azur de trois tires (de Stuart) à la bordure de gueules chargée de huit fermaux d'or ; sur le tout d'argent, au sautoir de gueules, cantonné de quatre roses du même, boutonnées d'or et pointées de sinople (de Lennox (en)). - Armes portées ensuite par : - Ludovic Stuart (1574-1623), 2e duc de Lennox (1583), 1er comte de Richmond (Onzième création (1613)) puis 1er duc de Richmond (1623), fils du précédent, - Esmé Stuart (1579-1624), 3e duc de Lennox (1623), frère du précédent, - Jacques Stuart (1612-1655), 4e duc de Lennox (1624), fils du précédent, 1er duc de Richmond (2e création - 1641), - Esmé Stuart (1649-1660), 5e duc de Lennox (1655), 2e duc de Richmond, fils du précédent, - Charles Stuart (1639-1672), 6e duc de Lennox (1660), 3e duc de Richmond, cousin germain du précédent, |

### Seigneurs d'Aubigny
| Armoiries | Nom et blasonnement |
|           | Georges Stuart (mort en 1642), Seigneur d'Aubigny, Ecartelé : aux I et IV contre-écartelé d'azur à trois fleurs de lys d'or (de France) et de gueules à trois léopards d'or (d'Angleterre) ; au II d'or, au lion de gueules, au double trescheur fleuronné et contre-fleuronné du même (d'Écosse) ; au III d'azur, à la harpe d'or, cordée d'argent (d'Irlande) ; à la bordure componée de seize pièces d'argent et de gueules, chaque pièce d'argent chargée d'une rose de gueules boutonnée d'or et pointée de sinople (de Lennox (en)) ; sur le tout de gueules à trois fermaux d'or (d'Aubigny). |

## StuartdeMarquis de Bute(en)
| Figure | Nom du prince et blasonnement |
|        | James Stuart de Marquis de Bute (en), (décédé le 4 juin 1710), 3e Baronnet Stuart d'Ardmaleish, 1er comte Marquis de Bute (en) (1703), Ecartelé : aux I et IV d'or, à la fasce échiquetée d'azur et d'argent de trois tires, au double trescheur fleuronné et contre-fleuronné de gueules, aux II et III d'argent au lion de gueules armé et lampassé d'azur. |
|        | John Stuart de Marquis de Bute (en) (25 mai 1713 – 10 mars 1792), 3e comte de Bute, fut ministre d'État et premier ministre de Grande-Bretagne de 1762 à 1763. D'or, à la fasce échiquetée d'azur et d'argent de trois tires, au double trescheur fleuronné et contre-fleuronné de gueules.                                                                   |

## Autres Branches
| Armoiries | Nom et blasonnement |
|           | Stewart, comte de Galloway, rameau issu de Alexander VI Stewart (décédé en 1649), 1er comte de Galloway, D'or, à la fasce échiquetée d'azur et d'argent de trois tires, au double trescheur fleuronné et contre-fleuronné de gueules, à la fasce engrelée du même.                                              |
|           | barons Stewart de Rothesay D'or, à la fasce échiquetée d'azur et d'argent de trois tires accompagné en chef d'une étoile du second, au double trescheur fleuronné et contre-fleuronné de gueules. |
|           | Stewart d'Atholl, Ecartelé d'or à la fasce échiquetée d'argent et d'azur (Stewart) et pallé d'or et de sable (Comté d'Atholl). Armes portées par John Stuart (1440 - 15 septembre 1512 - Laighwood), 1er comte d'Atholl,                                                                                        |
|           | Stewart of Barclye, D'or à la fasce échiquetée d'argent et d'azur, à la bande engrêlée de gueules brochant accompagnée en chef d'une étoile du même. |
|           | Stewart of Garlies, D'or, à la fasce échiquetée d'azur et d'argent de trois tires, une bande engrelée de gueules brochante. |
|           | Stewart of Minto (en), D'or à la fasce échiquetée d'argent et d'azur, à la bande engrêlée de gueules brochant accompagnée en chef d'une rose du même. |
|           | Stewart of Physgill, D'or à la fasce échiquetée d'argent et d'azur, à la bande engrêlée brochant de gueules chargée en chef d'un fermail du champ. |
|           | Thomas Stewart (décédé en 1500), Prévôt de Glasgow, D'or, à la fasce échiquetée d'azur et d'argent de trois tires, une bande engrelée de gueules brochante, accompagnée en chef d'une rose du même. |
|           | John Stewart de Kirmahoe (vers 1560 - 10 août 1592), D'or, à la fasce échiquetée d'azur et d'argent de trois tires, une bande engrelée de gueules brochante, chargé en chef d'un fermail du champ. |
|           | Lords Blantyre, rameau issu de Walter Stewart (décédé le 8 mars 1617), 1er Lord Blantyre (1606), D'argent, à la fasce échiquetée d'azur et d'argent de trois tires accompagné en chef d'une étoile du second, à la fasce engrelée de gueules, accompagnée en chef d'une rose du même boutonnée et pointée d'or. |

## Sources
- « Famille Stuart sur web.genealogie.free.fr »(Archive.org • Wikiwix • Archive.is • Google • Que faire ?) (consulté le 21 août 2014),
- www.heraldique-europeenne.org,
- Jean-Baptiste Rietstap, Armorial général, t. 1 et 2, Gouda, G.B. van Goor zonen, 1884-1887.